# Landesgericht Eisenstadt

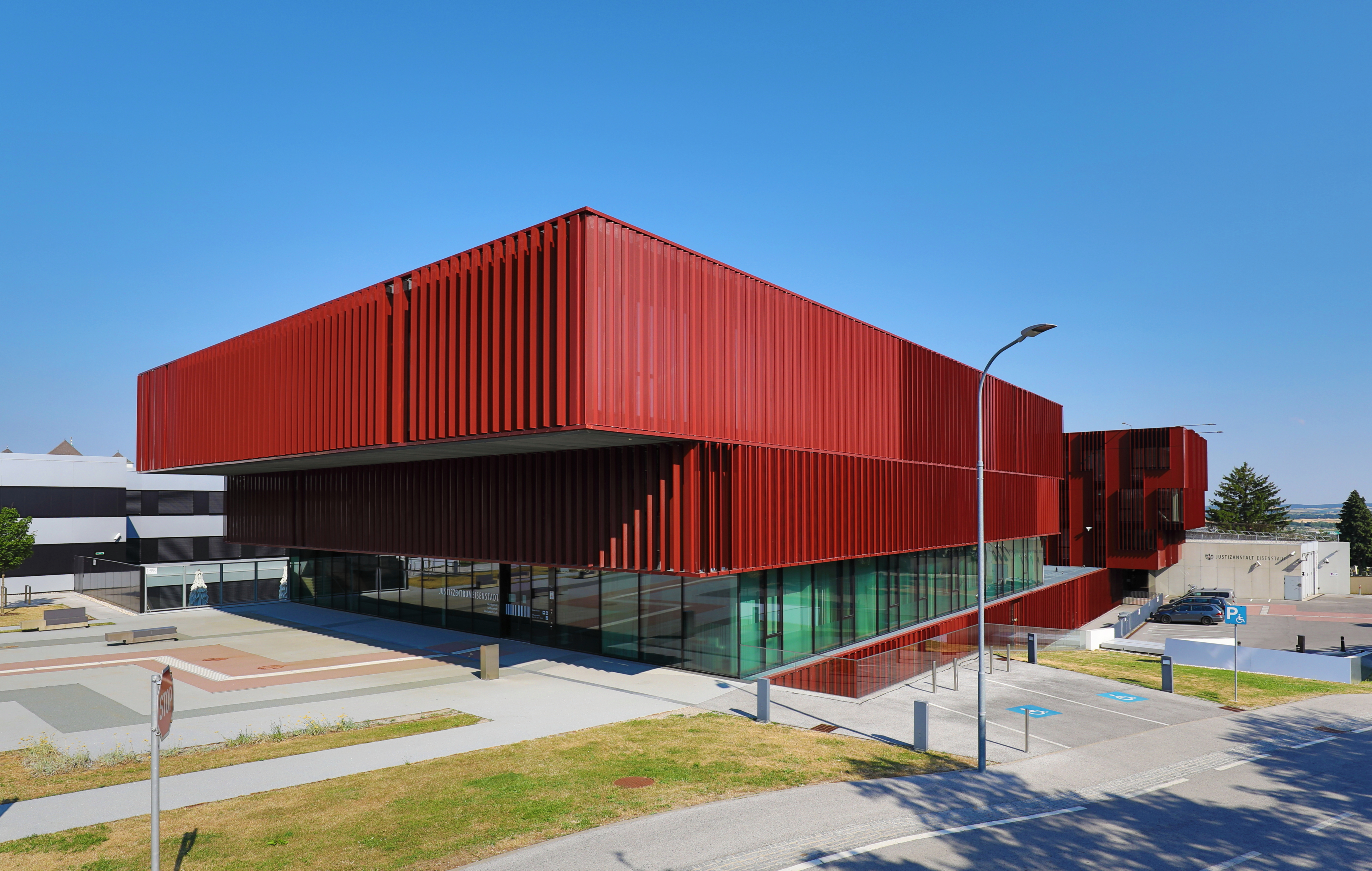
Zubau des Justizzentrums Eisenstadt, in dem unter anderem das Landesgericht untergebracht ist

Das Landesgericht Eisenstadt (kurz: LG Eisenstadt) ist eines von 20 Landesgerichten in Österreich. Es befindet sich im Gebäude Wiener Straße 9, in dem auch das Bezirksgericht Eisenstadt und die Staatsanwaltschaft Eisenstadt untergebracht sind.

## Geschichte
1921 verfügte die Österreichische Bundesregierung, dass das Burgenland, das vormalige Deutsch-Westungarn, dem Oberlandesgericht Wien zuzuordnen sei und in Ödenburg/Sopron ein Landesgericht und eine Staatsanwaltschaft eingerichtet werden solle. Mit der Volksabstimmung in Ödenburg am 14. Dezember 1921 und dem daraus resultierenden Verbleib Ödenburgs bei Ungarn wurden die landesweiten Zuständigkeiten im Burgenland den jeweiligen Gerichten in Wien zugewiesen.
Erst 1957 beschloss die Österreichische Bundesregierung die Errichtung des Landesgerichtes in Eisenstadt. Bis zur Fertigstellung des Neubaus war das Landesgericht ab 1. Jänner 1959 in den jetzigen Prunksälen des Schlosses Esterházy untergebracht. Der Neubau entstand auf der Probstenwiese an der Wiener Straße. 1968 übersiedelten das Landesgericht und die Staatsanwaltschaft sowie das Bezirksgericht und nahmen ab 1. Jänner 1969 dort ihre Tätigkeit auf. 2010 bis 2016 erfolgte eine bauliche Erweiterung zum heutigen „Justizzentrum Eisenstadt“.

## Aufgaben
Als Landesgericht obliegt ihm in zweiter Instanz die Behandlung der Rechtsmittel gegen Entscheidungen der Bezirksgerichte. Grundsätzlich ist es für Zivilsachen bei einem 15.000 € übersteigenden Streitwert in erster Instanz zuständig. Bestimmte Rechtssachen fallen jedoch unabhängig vom Streitwert in die Zuständigkeit der Bezirksgerichte. Für Strafsachen ist es in erster Instanz zuständig, wenn die Strafandrohung über einem Jahr liegt. Bestimmte Strafsachen fallen auch bei geringerer Strafdrohung in seine Zuständigkeit.
Örtlich zuständig ist das Landesgericht für die Gerichtsbezirke Eisenstadt, Güssing, Mattersburg, Neusiedl am See, Oberpullendorf und Oberwart.
Rechtsmittelinstanz für Entscheidungen des Landesgerichtes Eisenstadt ist das Oberlandesgericht Wien.